# Jürgen Hoffmann (Mediziner)
Jürgen Hoffmann (* 17. Juni 1965 in Ludwigsburg) ist ein deutscher Mund-Kiefer-Gesichtschirurg und Hochschullehrer.

## Leben
Hoffmann ist in Marbach am Neckar aufgewachsen, wo er die Grundschule und das Gymnasium besuchte. Er studierte von 1986 bis 1992 Humanmedizin sowie von 1986 bis 1993 Zahnmedizin an der Universität Tübingen, wo er 1993 die Approbationen als Arzt und Zahnarzt erhielt. Er erhielt im Jahr 1997 die Anerkennung der Gebietsbezeichnung „Arzt für Mund-Kiefer-Gesichtschirurgie“, ist seit 2000 „Fellow of the European Board of Oro-Maxillofacial Surgery (EBOMFS)“. Im Jahr 2001 wurde ihm die Zusatzbezeichnung „Plastische Operationen“ zuerkannt. Im gleichen Jahr erhielt er auch die Anerkennung als Fachzahnarzt für Oralchirurgie.
Er promovierte zu den Themen Keimspektrum odontogener Abszesse sowie Die Versorgung frischer zweit- und drittgradig offener Frakturen langer Röhrenknochen in Tübingen. Seine Weiterbildung zum Facharzt für Mund-Kiefer-Gesichtschirurgie absolvierte er bis 1997 an der Klinik und Poliklinik für Mund-, Kiefer- und Gesichtschirurgie des Universitätsklinikums Tübingen bei N. Schwenzer. Im Jahr 1999 habilitierte er sich an der Universität Tübingen mit dem Thema Bedeutung der 18FDG-PET für die Beurteilung von Ausdehnung und Proliferationsverhalten des Plattenepithelkarzinoms im Mund-, Kiefer- und Gesichtsbereich und wurde dort im Jahr 2005 zum außerplanmäßigen Professor ernannt.
Im Januar 2010 erhielt er den Ruf auf die Professur für Mund-, Kiefer- und Gesichtschirurgie am Universitätsklinikum Hamburg-Eppendorf, den er ablehnte. Im Juni 2010 folgte ein weiterer Ruf auf die Professur für dieses Fach an die Universität Heidelberg. Seit September 2010 ist er Ärztlicher Direktor der Klinik und Poliklinik für Mund-, Kiefer- und Gesichtschirurgie und seit Juni 2014 Stellv. Sprecher des Zentrums Kopfklinik am Universitätsklinikum Heidelberg.
Von 2004 bis 2010 war Hoffmann Generalsekretär der Vereinigung der Hochschullehrer für Zahn-, Mund- und Kieferheilkunde (VHZMK, www.vhzmk.de) und in dieser Zeit mitverantwortlich für die Novellierung der Zahnärztlichen Approbationsordnung.
Er war von 2014 bis 2024 Mitglied des Vorstands der Deutschen Gesellschaft für Mund-, Kiefer- und Gesichtschirurgie (DGMKG). In den Jahren 2018–2020 war er Vizepräsident, von 2020 bis 2022 Präsident und 2023–2024 Past-Präsident der Fachgesellschaft. Er leitet stellvertretend das Referat „Gutachtenwesen“ der DGMKG.
Hoffmann ist Mitglied des Präsidiums der Deutschen Gesellschaft für Chirurgie. Ferner war er Section Chairman des Bereichs „Reconstructive Surgery“ der S.O.R.G. (Strasbourg Osteosynthesis Research Group) und damit für die internationale Veranstaltung von Fortbildungskongressen verantwortlich. Er war Mitglied des Beirats der  Interdisziplinären Arbeitsgemeinschaft für Kopf-Hals-Tumoren (Deutsche Krebsgesellschaft). Hoffmann ist seit 2018 Mitglied des Erweiterten Vorstands des Deutschen Interdisziplinären Arbeitskreises LKG-Spalten/Kraniofaziale Anomalien. In den Jahren 2020–2022 war er 2. Vorsitzender, von 2022 bis 2024 1. Vorsitzender des Arbeitskreises.
Von 2018 bis 2022 war Hoffmann 1. Vorsitzender des Landesverbandes Baden-Württemberg der Deutschen Gesellschaft für Implantologie (www.dginet.de), von 2022 bis 2024 war er 2. Vorsitzender.
Hoffmann ist verheiratet und hat vier Kinder.

## Arbeitsschwerpunkte
Seine Arbeitsschwerpunkte sind die komplexe rekonstruktive plastische Chirurgie sowie die Behandlung bei Tumorerkrankungen.
Er ist ferner für die Therapie von kindlichen Fehlbildungen (Lippen-Kiefer-Gaumenspalten) sowie von Gefäßtumoren des Kopf- und Halsbereiches ausgewiesen.